# Seu Jorge
Pour les articles homonymes, voir Jorge.
Jorge Mário da Silva, dit Seu Jorge, est un musicien et acteur brésilien. Il est né le 8 juin 1970 à Belford Roxo, ville industrielle située en périphérie de Rio de Janeiro.

## Biographie
Dès l'âge de 10 ans, il est habitué des bals et des sambas cariocas et chante parfois en début de soirée. Il quitte la maison familiale à 19 ans et mène une vie de sans-abri pendant plusieurs années au cours desquelles il découvre le théâtre. Sa vie connait un tournant grâce à sa rencontre avec le clarinettiste Paulo Moura, qui le découvre lors d'une audition pour une comédie musicale.
Son nom de scène est le surnom que lui donnait son ami et batteur Marcelo Yuka.
Seu Jorge connut son premier succès musical en 1998 avec le groupe Farofa Carioca et leur album Moro No Brasil commercialisé au Brésil mais également au Portugal et au Japon.
Il s'est ensuite consacré à sa carrière solo. En 2001, il sort son premier album solo Samba Esporte Fino, un album pop influencé par les airs de Jorge Ben Jor, Gilberto Gil et Milton Nascimento, qu'il produit avec Mario Caldato en partie à Los Angeles. Il fut commercialisé à l'extérieur du Brésil sous le nom de Carolina en 2002.
Cru, son second album solo sorti en 2005, est un album salué par la critique. Depuis, Seu Jorge est considéré comme le renouveau du son samba-pop brésilien.
Fin 2006, il se concentre sur la production et la réalisation d'un nouvel album solo, América Brasil o Disco, qui sort en 2007.
Il sort ensuite son quatrième album solo Seu Jorge and Almaz en 2010, puis son cinquième album solo Músicas Para Churrasco Vol.1 en 2011.
Au cinéma, il joue notamment dans La Cité de Dieu de Fernando Meirelles et dans La Vie aquatique de Wes Anderson, dont il réalise également une bonne partie de la bande-son en reprenant en portugais des classiques de David Bowie. En 2023, il joue à nouveau dans un film de Wes Anderson : Asteroid City.
Sa musique, s'inspire de la musique populaire brésilienne, mais également au rhythm and blues, à la samba et à la soul.
Il participe aux albums du collectif Lamomali.

## Discographie

### Albums solo

#### Studio
- 2001 : Samba Esporte Fino (sorti également sous le nom de Carolina par Regata Musica, MrBongo et Quantitum Solutions)
- 2004 : Cru (paru au Brésil, en Europe, et au Japon)
- 2005 : The Life Aquatic Studio Sessions
- 2006 : Carolina
- 2007 : América Brasil o Disco
- 2010 : Seu Jorge and Almaz
- 2011 : Músicas Para Churrasco Vol.1
- 2015 : Músicas Para Churrasco Vol.2
- 2025 : Baile a la Baiana

#### Live
- 2005 : Ana & Jorge: Ao Vivo (avec Ana Carolina)
- 2006 : Live at Montreux 2005
- 2009 : América Brasil, o cd ao Vivo

## Filmographie

### Cinéma
- 2002 : La Cité de Dieu (Cidade de Deus) de Fernando Meirelles : Mané Galinha
- 2004 : La Vie aquatique (The Life aquatic with Steve Zissou) de Wes Anderson : Pélé Dos Santos
- 2005 : La Maison de sable (Casa de Ariea) de Andrucha Waddington : Massu
- 2006 : Elipsis de Eudardo Arias-Nath : Coyote
- 2008 : Ultime Évasion (The Escapist) de Rupert Wyatt : Viv Batista
- 2008 : Carmo de Murilo Pasta : Amparo de Jesus
- 2010 : Troupe d'élite 2 (Tropa de Elite 2) de José Padilha : Beirada
- 2012 : Reis e ratos de Mauro Lima : Americo Vilarinho
- 2012 : E ai... Ccmeu ? de Felipe Joffily : Seu Jorge, le serveur
- 2016 : Pelé : Naissance d’une légende (Pelé: Birth of a Legend) de Jeff Zimbalist et Michael Zimbalist : Dondinho
- 2017 : Soundtrack de Bernardo Dutra et Manitou Felipe : Cao
- 2018 : Paraíso Perdido de Monique Gardenberg : Teylor
- 2019 : Abe de Fernando Grostein Andrade : Chico
- 2019 : Marighella de Wagner Moura : Carlos Marighella
- 2020 : Medida Provisoria de Lazaro Ramos :
- 2020 : Pixinguinha, um homem carinhoso d'Allan Fiterman et Denise Saraceni : Pixinguinha
- 2023 : Asteroid City de Wes Anderson : un cowboy

### Télévision
- 2019 : Frères de crime de Pedro Morelli  : Edson